# Anatolij Iljin
Anatolij Michajłowicz Iljin, ros. Анатолий Михайлович Ильин (ur. 27 czerwca 1931 w Moskwie, zm. 10 lutego 2016 tamże) – rosyjski piłkarz i trener piłkarski. W czasie kariery występował na pozycji napastnika. Reprezentant ZSRR.
Mąż mistrzyni olimpijskiej w gimnastyce Galiny Szamraj.

## Kariera piłkarska

### Kariera klubowa
Wychowanek klubów Piszczewik Moskwa i Trudowyje Riezierwy Moskwa. W 1949 rozpoczął karierę piłkarską w Spartaku Moskwa, w którym występował przez 14 lat. W 1962 zakończył swoją karierę piłkarską.

### Kariera reprezentacyjna
15 lipca 1952 zadebiutował w reprezentacji Związku Radzieckiego w meczu 1/16 finału igrzysk olimpijskich z Bułgarią, wygranym 2:1. Wcześniej od maja do lipca 1952 rozegrał 8 spotkań nieoficjalnych radzieckiej reprezentacji. W 1956 na igrzyskach olimpijskich w Melbourne w składzie olimpijskiej reprezentacji zdobył złoty medal. W finale strzelił decydującego gola w meczu z Jugosławią, wygranym 1:0. Łącznie rozegrał 31 meczów, w których zdobył 16 bramek. Oprócz tego rozegrał 13 meczów nieoficjalnych (4 gole).

## Kariera trenerska
Po zakończeniu kariery piłkarskiej pracował jako szkoleniowiec w Szkole Piłkarskiej Spartaka Moskwa (1963–1966).

## Sukcesy i odznaczenia

### Sukcesy klubowe
- mistrz ZSRR: 1952, 1953, 1956, 1958, 1962
- wicemistrz ZSRR: 1954, 1955
- brązowy medalista mistrzostw ZSRR: 1957, 1961
- zdobywca Pucharu ZSRR: 1950, 1958
- finalista Pucharu ZSRR: 1952, 1957

### Sukcesy reprezentacyjne
- złoty medalista igrzysk olimpijskich: 1956
- uczestnik mistrzostw świata: 1958

### Sukcesy indywidualne
- król strzelców mistrzostw ZSRR: 1954 (11 goli), 1958 (19 goli)
- wybrany do listy 33 najlepszych piłkarzy ZSRR: Nr 1 (1957, 1958, 1959), Nr 2 (1956), Nr 3 (1955)
- członek Klubu Grigorija Fiedotowa: 106 goli

### Odznaczenia
- tytuł Mistrza Sportu ZSRR
- tytuł Zasłużonego Mistrza Sportu ZSRR: 1957
- Order „Znak Honoru”: 1957
- Order Przyjaźni: 1997